# Колыбели
Колыбели (Колыбель) — деревня в Гордеевском районе Брянской области, в составе Глинновского сельского поселения. Расположена в 7 км к северо-западу от села Стругова Буда, у границы с Белоруссией. Население — 2 человека (2014). На 2018 год деревня была полностью заброшена.

## История
Основана в середине XVIII века Шираями как слобода (казачьего населения не имела). До 1781 года входила в Новоместскую сотню Стародубского полка; с 1782 по 1921 в Суражском уезде (с 1861 — в составе Буднянской (Струговобудской) волости); в 1921—1929 в Клинцовском уезде (Струговобудская, с 1924 Гордеевская волость).
С 1929 в Гордеевском районе, а в период его временного расформирования (1963—1985) — в Клинцовском районе. До 1954 года — центр Колыбельского сельсовета; в 1954—2005 в Струговобудском сельсовете.

## Население
6 человек (2013)